# الجمعية الفلكية الأردنية
الجمعية الفلكية الأردنية (جمعية هواة الفلك سابقًا) تأسست في مدينة عمان عام 1987، وتضم الجمعية حوالي 50 عضوا ناشطا. وتهدف إلى العمل على جمع هواة الفلك في الأردن والوطن العربي، وذلك من أجل تطوير هوايتهم الفلكية من خلال تبادل المعلومات والأبحاث والخبرات الرصدية واحتياجات الفلكي الهاوي، مثل الأدوات الفلكية والدوريات والكتب والمراجع إن أمكن. كما تعمل على إيجاد شعبية لهواية الفلك وإشاعة الثقافة والوعي الفلكي بين مختلف طبقات المجتمع وإيضاح أهمية هذا العلم وعلاقته مع العلوم الأخرى، مثل الرياضيات والفيزياء والكيمياء والأحياء وعلم الأرض وعلم البيئة والتكنولوجيا والاتصالات... وحتى الفلسفة. وتساهم بنقل علم الفلك من الهواية إلى المنهجية ومن المبادرات الفردية إلى الأطر المؤسسية.

## الهيئة الإدارية الحالية للجمعية الفلكية الأردنية
عقدت آخر انتخابات للهيئة الإدارية في نوفمبر من عام 2021 وانطلقت الدورة رقم  15 للجمعية بهيئة إدارية مشكلة من كل من:
- د. عمار السكجي (رئيسا): محاضر وأستاذ جامعي، مؤلف وباحث في الفيزياء النظرية والفلكية أكثر من 30 عاما ونشر أكثر من 40 بحثا علميا متخصصا بالإضافة إلى الكتب العلمية المنشورة، بروفيسور في الفيزياء النظرية والفلكية ومحكم للعديد من المجلات العلمية المحكمة العالمية، وكذلك العشرات من المحاضرات العامة في الفلك والفضاء للجمهور العربي وكذلك المقابلات التلفزيونية العربية والعالمية، رئيس تحرير مجلة الفيزياء النظرية البحثية المحكمة، نائب رئيس الجمعية الفلكية الأردنية الاسبق، عضو الاتحاد العربي لعلوم الفضاء والفلك، عضو شبكة نوسيل العالمية، عضو مؤسس في الجمعية العربية للفيزياء وعضو الهيئة الإدارية فيها وعضو احتياط في الهيئة الإدارية للجمعية الفلسفية الأردنية وعضو في جمعية تاريخ العلوم الأردنية وعضو في مركز الفلك الدولي.
- د. حنا صابات (نائب الرئيس): دكتوراه في الفيزياء الفلكية، أستاذ جامعي، العميد السابق لمعهد الفلك وعلوم الفضاء- الأردن، من مؤسسي الاتحاد العربي لعلوم الفضاء والفلك، مؤلف مناهج مع وزارة التربية الاردنية ودور نشر خليجية ولبنانية. ألقى المئات من المحاضرات واللقاءات العامة في علوم الفلك والفضاء للجمهور العربي وكذلك عبر المقابلات التلفزيونية العربية والعالمية، تاريخ الانتساب للجمعية 1991، أمين سر الجمعية الأسبق (41994 حتى 1998)، ورئيس الجمعية الأسبق (3-2007 حتى 2-2014).
- بسمة ذياب (أمين السر): عضو الهيئة الإدارية وأمينة سر الجمعية الفلكية لعدة دورات وعضو مركز الفلك الدولي وعضو الاتحاد العربي لعلوم الفضاء والفلك.
- عدلي الحلبي (أمين الصندوق): عضو مؤسس في الجمعية الفلكية الأردنية، تاريخ الانتساب 1988، اهتمام بالمهمات الفضائية المختلفة / وشارك في العديد من الفعاليات ومؤخرا مع وكالة الفضاء اليابانية JAXA – حول مهمة Hayabusa 2 عضو في جمعية تاريخ العلوم الأردنية وعضو في الجمعية الفلسفية الأردنية، التخصص الاكاديمي: إدارة أعمال مصرفية ومالية.
- دلال الالا: عضو هيئة ادارية في الجمعية الفلكية الأردنية منذ الـ2010 وعضو الاتحاد العربي لعلوم الفضاء والفلك وعضو مجلس كلية العلوم في جامعة الزرقاء ومدربة فلكية ومصممة حقائب فلكية وعملت فترات طويلة في الدورات الفلكية للمدارس والكليات والجامعات والتخصص الأكاديمي إدارة أعمال.
- أحمد الهدبان: عضو في الجمعية الفلكية الأردنية منذ 1995 وموظف في شركه زين وعضو في مركز الفلك الدولي ورئيس لجنة الرصد الراديوي سابقا في الجمعية الفلكية الاردنيه وعضو سابق في لجنة رصد الاهلة ومؤسس الإذاعة الفلكية العربية.
- عبد الله رمضان: ناشط فلكي وراصد وعضو الجمعية الفلكية الأردنية منذ 2009 وطالب فيزياء في الجامعة الأردنية وعضو في مجموعة فاي البحثية.
- وليد صبحي (عضو احتياط).
- إبراهيم العدوان (عضو احتياط).

## وسائل تحقيق أهداف الجمعية الفلكية الأردنية
- المحاضرات الأسبوعية (الفلكية أو العلمية) التي تقام في مقر الاتحاد العربي لعلوم الفضاء والفلك (مقر الجمعية الفلكية الأردنية المؤقت) وكانت سابقا تعقد في مركز هيا الثقافي كل يوم خميس الساعة السادسة مساء.
- توزيع النشرات الفلكية الدورية مثل «الثريا»؛ نشرة شهرية داخلية تصدر عن الجمعية، وتوفير المجلات والكتب والأفلام.
- نشر المقالات والأخبار الفلكية في الصحف ووسائل الإعلام المختلفة.
- الحصول على دوريات فلكية بالإضافة إلى الكتب الفلكية، وأشرطة الفيديو، وملصقات الحائط، وبرامج الحاسوب الفلكية...إلخ.
- إقامة الأرصاد الأسبوعية والشهرية للأحداث الفلكية المختلفة، باستخدام العين المجردة والأدوات الفلكية مثل المراقب والمناظير.
- تنظيم المخيمات الفلكية في الصحراء الأردنية، والتي عادة ما تكون مخصصة لأحداث فلكية معينة، مثل زخات الشهب، أو مرور مذنب... إلخ.
- التعاون مع مؤسسات ومنظمات أردنية وعربية وعالمية ذات اهتمامات مشابهة، على سبيل المثال الجمعية عضو في منظمة الشهب الدولية، ومنظمة توقيت الاحتجابات الدولية، وجمعية الشهب الأمريكية، والجمعية الفلكية الملكية الكندية.
- إعطاء المحاضرات والندوات، وتنظيم ليالي الرصد الفلكية في الجامعات والمدارس والنوادي والجمعيات والمخيمات الشبابية المختلفة وما شابه.
- تأسيس «النوادي الفلكية» في المدارس والجامعات المختلفة التي عادة ما تكون تحت إشراف الجمعية.
- تنظيم النشاطات و«الاحتفالات الفلكية»، المخصصة للمدارس فقط، التي قد تتضمن مراسم افتتاح، ومحاضرات فلكية، أو عرض فلكي، وليلة رصدية.
- تنظيم «الأيام العلمية الفلكية»، بالتعاون مع الجامعات والمؤسسات مثل النقابات المهنية.
- تنظيم المؤتمرات حول علوم الفضاء والفلك التي عادة ما تكون بالتعاون مع الجامعات والمؤسسات المختلفة.
- تنظيم دورات فلكية تدريبية للطلاب أو المعلمين التي تكون أحيانا بالتعاون مع وزارة التربية والتعليم.

## من نشاطات الجمعية
- الأندية الفلكية.
- الأيام الفلكية.
- الدورات الفلكية.
- المخيمات الفلكية.
- المهرجانات الفلكية.
- المؤتمرات الفلكية.